# (607) Jenny
(607) Jenny – planetoida z pasa głównego asteroid okrążająca Słońce w ciągu 4 lat i 299 dni w średniej odległości 2,85 j.a. Została odkryta 18 września 1906 roku w Landessternwarte Heidelberg-Königstuhl w Heidelbergu przez Augusta Kopffa. Nazwa planetoidy pochodzi od pierwszego imienia Jenny Adolfine Kessler, przyjaciółki odkrywcy (zobacz: (608) Adolfine). Przed jej nadaniem planetoida nosiła oznaczenie tymczasowe (607) 1906 VC.